# Рокфор
Рокфор (на френски: Roquefort, от окситански ròcafòrt) е синьо сирене от овче мляко, произвеждано в южна Франция. Заедно със сирената Блю д'оверн (Bleu d'Auvergne), Стилтън (Stilton), и горгондзола (Gorgonzola) е едно от най-известните в света сини сирена. Въпреки че навсякъде в ЕС се произвеждат сходни сирена, законодателството на съюза определя, че само сирената, които са зрели в естествените пещери Комбалу в Рокфор-сюр-Сользон, могат да носят това име, т.е. „рокфор“ е признато от закона географско означение на стока със защитен произход.
Сиренето рокфор е бяло на цвят, трошливо, леко влажно, със силна пикантна миризма и характерни жилки от синя плесен. Има специфичен остър мирис от плесента и ясно определен привкус на маслена киселина. Сиренето няма коричка, външната му част се яде и е леко солена. Типична пита сирене рокфор тежи 2,5-3 кг, и е дебела около 10 см. За производството на всеки килограм зряло сирене са необходими около 4,5 литра мляко. Във Франция сиренето рокфор е известно като „кралят на сирената“.
|  | Тази страница частично или изцяло представлява превод на страницата Roquefort в Уикипедия на английски. Оригиналният текст, както и този превод, са защитени от Лиценза „Криейтив Комънс – Признание – Споделяне на споделеното“, а за съдържание, създадено преди юни 2009 година – от Лиценза за свободна документация на ГНУ. Прегледайте историята на редакциите на оригиналната страница, както и на преводната страница, за да видите списъка на съавторите. ВАЖНО: Този шаблон се отнася единствено до авторските права върху съдържанието на статията. Добавянето му не отменя изискването да се посочват конкретни източници на твърденията, които да бъдат благонадеждни. |